# 麗莎·嘉德納
麗莎·嘉德納（英語：Lisa Gardner，1972年—）是一位美國小說家。她是幾部恐怖小說的作者，其作品有《殺戮時刻》（The Killing Hour）與《意外殺機》（The Next Accident）等。她還曾在1992年寫愛情小說時開始使用愛麗西亞·史考特（Alicia Scott）作為她的筆名，那個時候她還只是個大學生。她在奧勒岡州希爾斯波羅縣的環境下成長，並畢業於此城市的葛倫柯高中。她在1998年發表了以她本名作為筆名的《完美殺機》（The Perfect Husband），之後在2003年時嘉德納她的小說《殺戮時刻》（The Killing Hour）證明是受到票房粉碎與湯瑪斯·哈里斯的暢銷書《沉默的羔羊》（The Silence of the Lambs）的重度影響。2006年她的小說《蜘蛛男孩》（Gone）的小說化版本是設定在奧勒岡州提拉木克縣。在2007年嘉德納住在新罕布夏州。